# セレン化タングステン(IV)
セレン化タングステン(IV)(Tungsten diselenide)は、化学式WSe2の無機化合物である。硫化モリブデン(IV)と似た六方晶構造である。全てのタングステン原子は、三角柱形分子構造で6つのセレン配位子に共有結合し、各々のセレン原子は四角錐形分子構造で3つのタングステン原子と結合している。タングステン-セレン結合の結合長は0.2526 nmであり、セレン原子間の距離は0.334 nmである。よく研究されている層状物質であり、層はファンデルワールス力により積み重なっている。第4属遷移金属ジカルコゲン化物の中では非常に安定な半導体である。

## 構造と性質
六方晶の(P63/mmc)多形2H-WSe2は、硫化モリブデン(IV)と同形である。二次元格子構造は、タングステン原子とセレン原子が層の中に六方対称で周期的に破裂している。グラファイトと同様、ファンデルワールス相互作用が層を保持しているが、1原子分の厚さではない。タングステンカチオンが大きいため、分子の格子構造は、硫化モリブデン(IV)と比べてより変化しやすくなる。
通常の半導体性を持つ六方晶構造に加え、金属性を持つ八面体分子構造である他の多形1T-WSe2も存在する。この形は、1つの層が繰り返す四方対称である。1T-WSe2の相は安定性が低く、2H-WSe2の相に遷移する。フラーレン様の構造を取ることもできる。

## 合成
圧力下、800K以上の温度で、スパッタ蒸着法を用いて気体セレン中においてタングステンフィルムを加熱すると、正しい化学量論比で六方構造を取った結晶のフィルムが形成する。
W  +  2 Se   →   WSe2

## 応用可能性

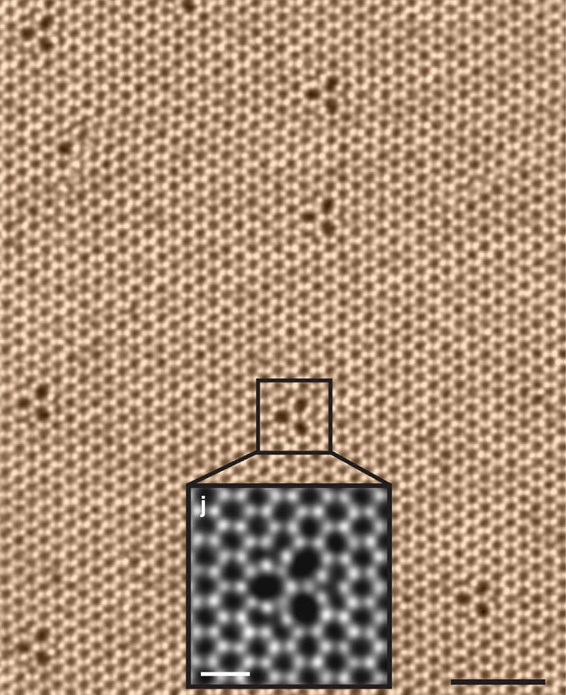
WSe_{2}単層の原子像。3つのまくれ込欠陥のある六方対称構造が見える。目盛りは2 nm

遷移金属ジカルコゲン化物は、太陽電池やフォトニクスへの応用が考えうる半導体である。
バルクのセレン化タングステン(IV)は、温度依存-4.6×10-4eV/Kで光学バンドギャップ~1.35 eVを持つ。この化合物の光電極は、酸性環境でも塩基性環境でも安定であり、光化学電池の材料の候補になりうる。
半導体にはよくあることだが、単層の性質はバルク状態によって異なる。
機械的に剥離した単層は透明で、発光ダイオードの性質を持つ光起電材料となる。
できた太陽電池は、入射光の95%を通過させ、残りの5%の10分の1を電力に変える。
この材料は、隣接金属電極の電圧を陽から陰にすることで、p型からn型に変えることができ、これで作る装置に調整可能なバンドギャップを持たせることができる。